# Адальберт Бременський

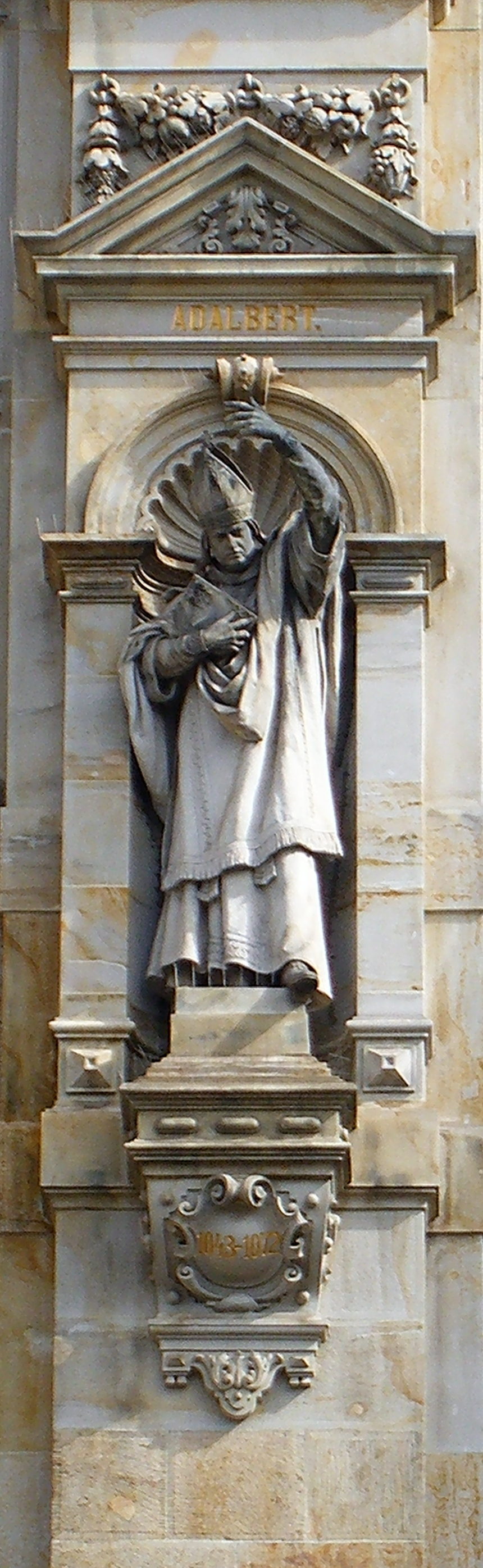
Статуя єпископа Адальберта на фасаді ратуші Гамбурга

Адальберт Бременський, Адальберт фон Бремен, (нім. Adalbert von Bremen) (біля 1000 — 16 березня 1072) — німецький церковний та політичний діяч, архієпископ гамбурзько-бременський з 1043 року, папський легат та вікарій у Північній Європі з 1053.
Поширював християнство, безуспішно намагався створити сильну північну патріархію та князівство.
В 1063—1066 роках один з регентів, з 1069 року — один з найдовіреніших радників імператора Генріха IV.
Життєпис Адальберта Бременського складено Адамом Бременським.